# Aranyló rózsa
Az Aranyló rózsa (Rosa hugonis) a Rózsafélék (Rosaceae) családjába tartozó rózsafaj.

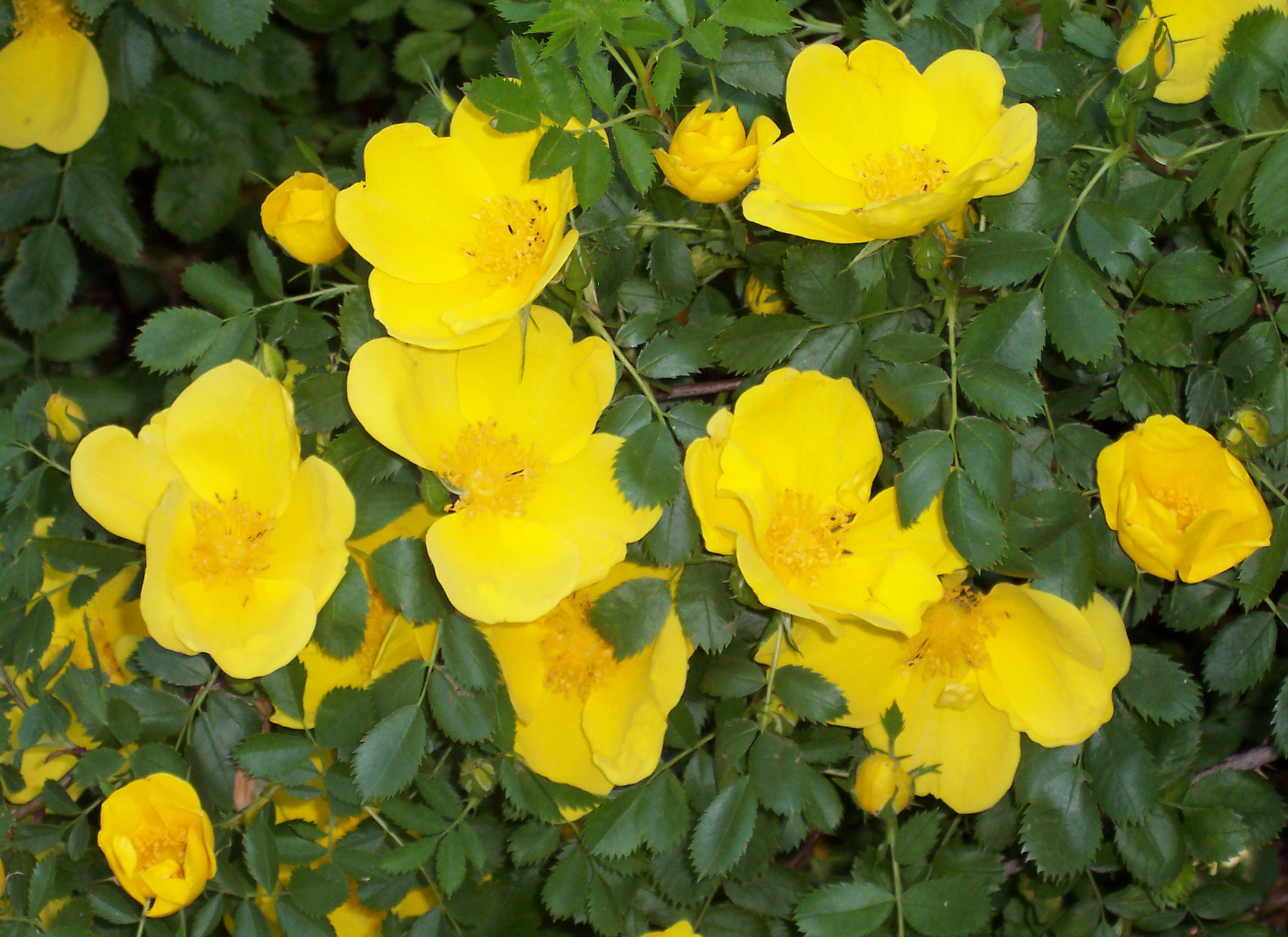
Aranyló rózsa

## Származása
Hazája Kína.

## Jellemzői
Sűrű bokros növekedésű, 2-2,5 méteres rózsa, felálló sötétbarna vesszőkkel és a többi rózsánál 3-4 héttel korábban (május elején) nyíló aranysárga, enyhén illatos sárga virágokkal.

Termést nem, vagy csak alig hoz, ezért tőosztással vagy szemzéssel kell szaporítani.
A gyepűrózsához hasonlóan edzett, igénytelen faj. Hozzá hasonló igényű és megjelenésű a kínai és koreai kertekből behozott féligtelt Rosa xanthina, valamint a két fak keresztezéséből létrehozott egyszerű, de nagyvirágú 'canary bird' fajta.

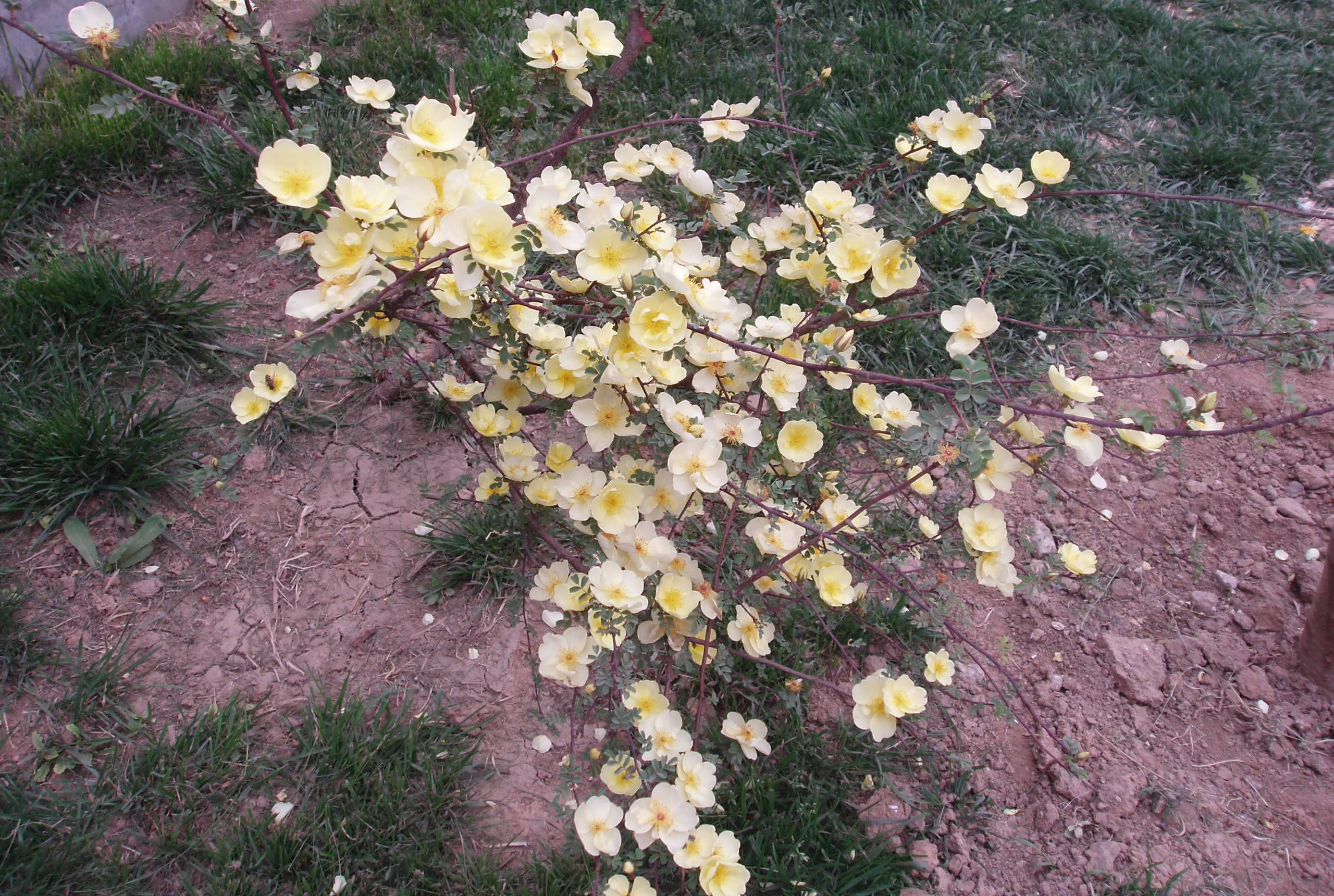
Rosa xanthina
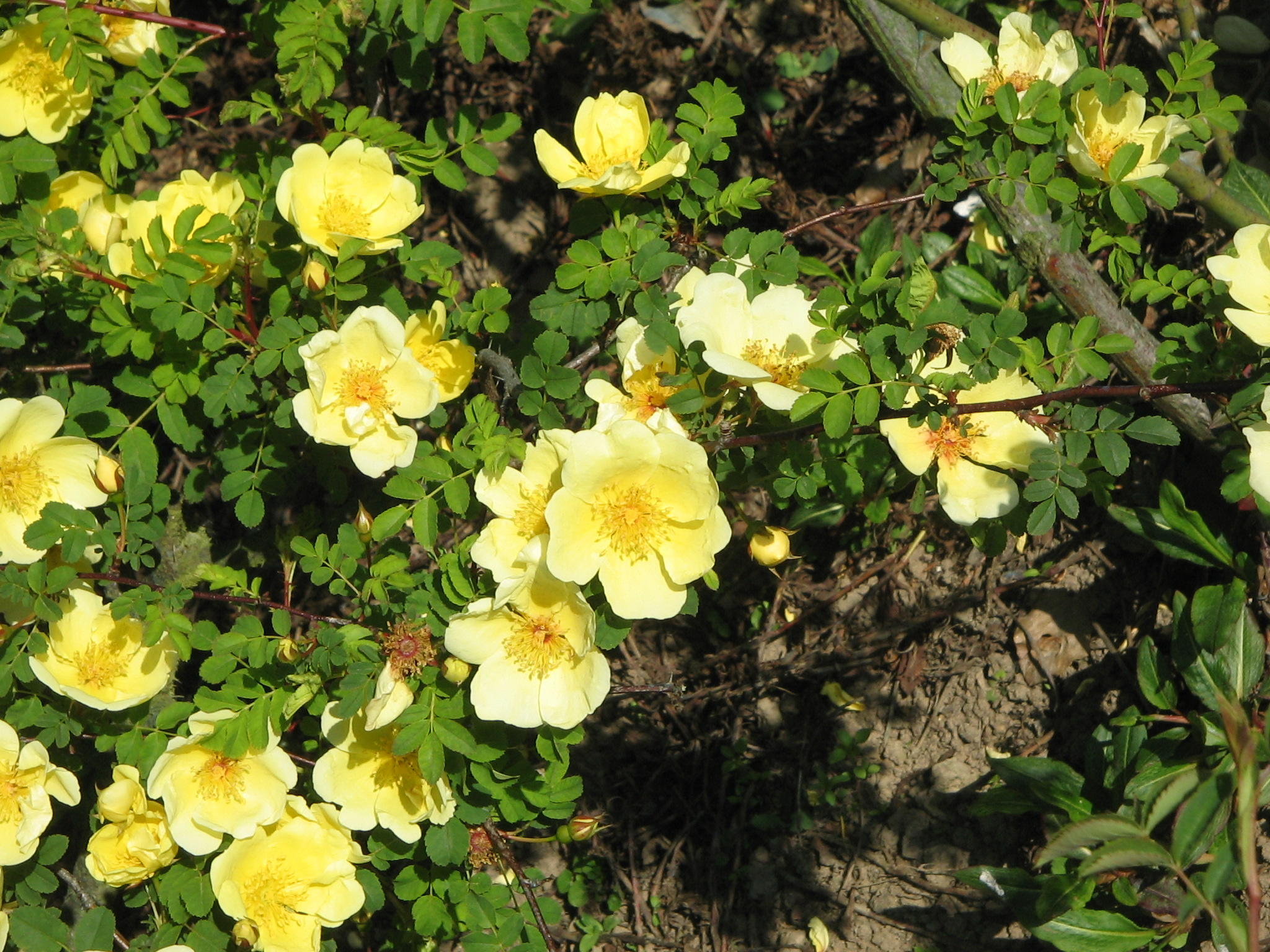
Rosa 'Canary Bird'